# Глебов, Павел Николаевич
Павел Николаевич Глебов (1826—1876) — российский юрист, деятель военно-судебной реформы; тайный советник.

## Биография
Окончив в 1845 году училище правоведения с чином титулярного советника, поступил в канцелярию 8-го департамента Правительствующего Сената.
В 1848 году П. Н. Глебов был назначен председателем Рязанской палаты гражданского суда, в 1849 году — киевским губернским прокурором, в 1852 году — правителем канцелярии Оренбургского генерал-губернатора графа В. А. Перовского.
В 1855 году, во время крымской войны, будучи уже в чине статского советника, по личному желанию, был зачислен капитаном в 102-ю дружину рязанского ополчения.
По окончании войны был назначен членом общего присутствия комиссариатского департамента Морского министерства Российской империи. Поступление его на службу в Морское министерство совпало с усиленной работой морского ведомства, во главе которого стоял Великий Князь Константин Николаевич, над созданием на новых началах почти всех отраслей своего управления и с участием его в подготовке обширных общегосударственных реформ. Глебову, обратившему на себя внимание великого князя, пришлось сыграть видную роль в реформе морского военного суда и в учреждении морской эмеритальной кассы.
В 1857 году Павел Николаевич Глебов был командирован в город Астрахань членом учрежденной там по Высочайшему повелению комиссии для расследования разных злоупотреблений, затем был членом учрежденного в июле этого года комитета по пересмотру свода морских уголовных законов и составления морского уголовного устава на новых началах, и членом и производителем дел комитета для составления положения об эмеритальной кассе морского ведомства.
Произведенный 17 апреля 1858 года в действительные статские советники, он с 20 января 1859 года до мая 1860 года был в командировке за границей для изучения иностранных законодательств о военно-морском суде. В ряде писем на имя генерал-адмирала, напечатанных в «Морском сборнике» (1859 г. №№ 11 и 12 и 1860 г. №№ 1 и 4) под заглавием «Морское судопроизводство во Франции» (извлечение из письма д. с. с. Глебова к Е. И. В. генерал-адмиралу), Глебов представил полную картину морского судопроизводства во Франции, указывая попутно на соответствующие недостатки российском законодательстве. Здесь впервые в России обсуждались главнейшие начала современного судопроизводства. Статьи П. Глебова произвели большое впечатление. Ему же было поручено составить проект устава о морском судоустройстве и судопроизводстве. К проекту Глебова приложено «Введение, или объяснительная записка к проекту устава морского судоустройства и судопроизводства», интересная тем, что в ней впервые с такой полнотой и ясностью проведены были начала самостоятельности судей, устности и гласности уголовного процесса и права защиты обвиняемого как необходимые условия всякого правого суда и опровергнуты с большой убедительностью опасения преждевременности введения тих начал в России (напечатана также в «Морском сборнике», 1860 г. № 5). Проект Глебова был разослан в высшие правительственные учреждения, судебным чинам, юристам и профессорам университетов, вообще всем тем лицам, от которых можно было ожидать теоретических или практических замечаний по возбужденным Глебовым вопросам. Глебов получил более 200 ответов от представителей высшей и местной администрации, судебных мест, университетов и от ученых юристов, и все они сходятся в признании таланта, с которым была исполнена порученная Глебову законодательная работа, и в желании применить проводимые им начала к общему суду. Свод этих отзывов («Отзывы и замечания разных лиц на проект устава о военно-морском суде», 2 тома), официально изданный в 1861 году, был одной из причин решения приступить к работам по коренному преобразованию суда, а не ограничиваться только частичными переделками.
Занимая в 1860-х годах должности сначала генерал-аудитора флота (отчеты его по военно-судной части за 1862 и 1863 гг. были напечатаны в «Морском Сборнике» 1863 г. № 4 и 1864 г. № 8), а затем члена морского генерал-аудиториата, Глебов много трудился над разработкой новых военно-морских уставов и нового воинского устава о наказаниях. Проект Глебова, переработанный в ряде комиссий, был утвержден 5 мая 1867 года. Глебов сыграл видную роль и в деле отмены во флоте и армии телесных наказаний: его советами пользовался князь H. А. Орлов при составлении своей известной записки, представленной в марте 1861 года Императору Александру II.
В 1861 году Глебов был членом комитета, учрежденного при II отделении Собственной Его Величества канцелярии, для рассмотрения проекта воинского устава о наказаниях, в 1862 году — членом комиссии, под председательством генерал-адъютанта Крыжановского, для начертания общих оснований нового военного и морского судопроизводства и судоустройства.

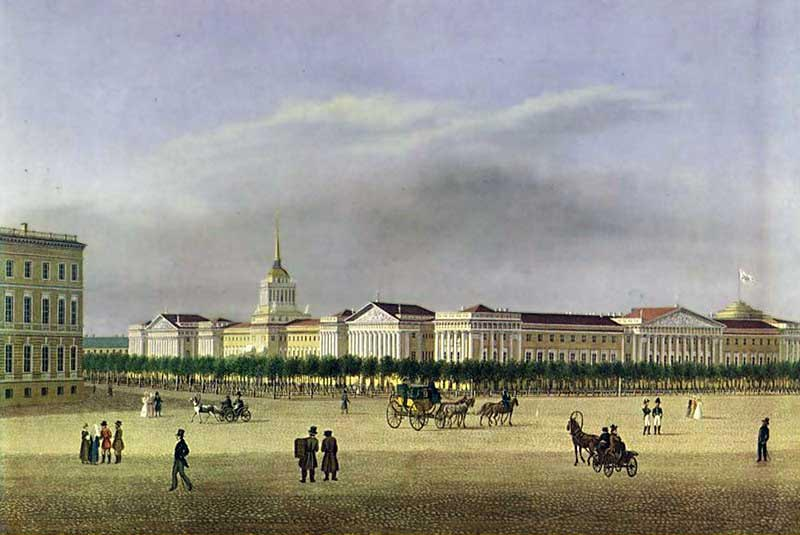
Комплекс зданий Министерства морских сил

В 1863 году он был назначен председателем двух комиссий для рассмотрения проекта устава о военно-морском суде и для статистического обозрения и исследования операционных действий эмеритальной кассы.
В 1864 году на Глебова были возложены труды в законодательных работах морского ведомства по военно-судной части, а в 1865 году вместе с тайным советником Философовым он занимался составлением проекта военно-судебного устава. 
Помимо прямых обязанностей, он исполнял еще и особые поручения: в 1861 году был представителем Морского министерства в особом комитете, учрежденном при Министерстве финансов для рассмотрения отчета дел Российско-Американской компании и изменения её устава, а в 1862 году участвовал в комиссии, под председательством графа Гейдена, для составления правил относительно порядка производства дел о раскольниках, отступивших от православия.
4 апреля 1865 года был произведён в тайные советники.
После реформы военно-морского суда он был назначен членом главного военно-морского суда, но в 1867 году по болезни был освобождён от служебных обязанностей на 3 года с сохранением содержания (отпуск потом был продолжен еще на 3 года).
В 1872 году П. Н. Глебов был снова призван к государственной службе и назначен председателем комиссии по пересмотру законов о морских авариях; но едва он приступил к занятиям, как обнаружилось гибельное влияние петербургского климата на его здоровье, и он попросил об увольнении его. 
Последние годы своей жизни он провел в своем имении Пассат Балтского уезда Подольской губернии, занимаясь хозяйством и в качестве почетного мирового судьи Балтского уезда принимая деятельное участие в съездах мировых судей. Умер 2 (14) января 1876 года в Одессе.
За время службы он был награждён орденом Святого Владимира 3-й степени (1862), орденом Святого Станислава 1-й степени (1864), орденом Святой Анны 2-й (1854) и 1-й степени (1867); в 1861 году получил 3000 десятин земли.
Состоял также членом Медико-филантропического комитета.